# 440 Theodora
440 Theodora là một tiểu hành tinh nhỏ ở vành đai chính. Nó được E. F. Coddington phát hiện ngày 13.10.1898 ở Mount Hamilton và được đặt theo tên Theodora, con gái của nhà từ thiện Julius F. Stone.